# 359
| [ Edytuj tabelę ] |                                         |
| Król Aksum        | - 320 Ezana 360                         |
| Władca Guptów     | - 330 Samudragupta 375                  |
| Władca Korei      | - 331 Kogugwŏn 371                      |
| Papież            | - 352 Liberiusz 366 - 355 Feliks II 365 |
| Król Persji       | - 309 Szapur II 379                     |
| Cesarz Rzymu      | - 337 Konstancjusz II 361               |
| Król Wandalów     | - 359 Godigisel 406                     |

Rok 359 / CCCLIX
stulecia: III wiek ~
IV wiek ~
V wiek

lata: 349 «
354 «
355 «
356 «
357 «
358 «
359
» 360
» 361
» 362
» 363
» 364
» 369

## Wydarzenia
- Oblężenie Amidy przez Persów.
- Sanhedryn pod przewodnictwem Hillela II nadał ostateczną postać kalendarzowi żydowskiemu.
- Synod w Rimini.

## Urodzili się
- 18 kwietnia – Gracjan, cesarz rzymski (zm. 383).
- Mesrop Masztoc, ormiański duchowny i twórca alfabetu ormiańskiego (zm. 440).
- Stylicho, rzymski dowódca (zm. 408).

## Zmarli
- Barbation, rzymski oficer.
- Hozjusz z Kordoby, biskup.